# Patrick Thaler
Patrick Thaler, né le 23 mars 1978 à Bolzano, dans le Trentin-Haut-Adige, est un skieur alpin italien spécialiste du slalom. Il a participé à trois éditions des Jeux olympiques d'hiver mais n'a jamais réussi à terminer une course (trois slaloms en 2006, 2010 et 2014).

## Biographie
Il a fait ses débuts en Coupe du monde en mars 1997 à Shigakogen peu après sa médaille d'argent aux mondiaux juniors au slalom géant et marque ses premiers points lors du slalom géant de Saalbach-Hinterglemm en janvier 1998. Il se fait connaître lors de la saison 2009, avec une troisième place au slalom de Kitzbühel derrière les français Lizeroux et Grange. Quelques jours plus tard, il obtient son meilleur résultat aux mondiaux de Val d'Isère en prenant la septième place du slalom. Il obtient deux autres podiums en Coupe du monde durant la saison 2013-2014 à Val d'Isère et Kitzbühel.
Il met un terme à sa carrière à l'issue du slalom de Schladming 2018.

## Palmarès

### Jeux olympiques
| Épreuve / Édition | Slalom  |
| ----------------- | ------- |
| JO 2006 Turin     | Abandon |
| JO 2010 Vancouver | Abandon |
| JO 2014 Sotchi    | Abandon |

### Championnats du monde
| Épreuve / Édition          | Slalom  |
| -------------------------- | ------- |
| Mondiaux 2007 Åre          | Abandon |
| Mondiaux 2009 Val d'Isère  | 7e      |
| Mondiaux 2013 Schladming   | Abandon |
| Mondiaux 2015 Beaver Creek | Abandon |
| Mondiaux 2017 Saint-Moritz | 24e     |

### Coupe du monde
- Meilleur classement général : 21e en 2014.
- Meilleur classement en slalom : 4e en 2014.
- 3: podiums : 3 troisièmes places.

| Saison/Classement | Général | Général | Slalom | Slalom | Géant  | Géant  |
| Saison/Classement | Class.  | Points  | Class. | Points | Class. | Points |
| ----------------- | ------- | ------- | ------ | ------ | ------ | ------ |
| 1997-1998         | 103e    | 20      | -      | -      | 42e    | 20     |
| 1999-2000         | 117e    | 13      | -      | -      | 44e    | 13     |
| 2003-2004         | 105e    | 24      | 46e    | 24     | -      | -      |
| 2004-2005         | 58e     | 104     | 19e    | 104    | -      | -      |
| 2005-2006         | 57e     | 125     | 19e    | 125    | -      | -      |
| 2006-2007         | 101e    | 36      | 38e    | 36     | -      | -      |
| 2007-2008         | 57e     | 141     | 20e    | 141    | -      | -      |
| 2008-2009         | 51e     | 160     | 18e    | 160    | -      | -      |
| 2009-2010         | 96e     | 41      | 34e    | 41     | -      | -      |
| 2010-2011         | 132e    | 15      | 49e    | 15     | -      | -      |
| 2011-2012         | 51e     | 192     | 16e    | 192    | -      | -      |
| 2012-2013         | 46e     | 160     | 17e    | 160    | -      | -      |
| 2013-2014         | 21e     | 351     | 4e     | 351    | -      | -      |
| 2014-2015         | 56e     | 130     | 18e    | 130    | -      | -      |
| 2015-2016         | 42e     | 240     | 10e    | 240    | -      | -      |
| 2016-2017         | 64e     | 111     | 22e    | 111    | -      | -      |
| 2017-2018         | 141e    | 10      | 49e    | 10     | -      | -      |

### Championnats du monde junior
- Schladming 1997 :
  -  Médaille d'argent en slalom.

### Coupe d'Europe
- Vainqueur du classement de slalom en 2004.
- 6 victoires.

### Championnats d'Italie
- Champion du slalom géant en 2002.
- Champion du slalom en 2016.